# Гергилевич, Михаил Георгиевич
Михаил Георгиевич Гергилевич (1907, Феодосия, Таврическая губерния — 14 сентября 1941, Ленинград) — советский музыковед-теоретик, доцент Ленинградской консерватории, кандидат искусствоведения.

## Биография
Михаил Гергилевич родился в 1907 году в Феодосии. Его мать Вера Матвеевна Гергилевич (1878-1918) была классной дамой в Феодосийской женской гимназии, затем с 1905 года начальницей собственной частной женской гимназии в Феодосии. В 1918 году после смерти матери Михаил остался сиротой, его воспитывал дядя. В возрасте 14 лет уехал в Ленинград, где поступил в музыкальный техникум. Позднее окончил Ленинградскую консерваторию. В 1939 году окончил аспирантуру. В 1940 году в Институте театра и музыки защитил диссертацию «О выразительности функциональных диссонансов» и получил степень кандидата искусствоведения. Занимался исследованием творчества Мусоргского, Моцарта, Гайдна, советских композиторов Прокофьева, Свиридова, Хренникова, Шапорина и других. Читал курс лекций в Ленинградской консерватории.
После начала Великой Отечественной войны принял решение уйти в ополчение, несмотря на то что он был освобождён от службы в армии из-за слабого зрения. Чтобы легче пройти комиссию, он представился студентом. Был определён в артиллерийско-пулемётный батальон. Участвовал в Битве за Ленинград. 14 сентября 1941 года во время обороны Красного Села в его дот попал снаряд и Михаил Гергилевич погиб вместе со всем расчётом.

## Семья
У Михаила Гергилевича была жена и двое детей.

## Сочинения
- Гергилевич М. Г. О выразительности функциональных диссонансов. — Л., 1940.